# Diócesis de Kayes
La diócesis de Kayes (en latín: Dioecesis Kayesen(sis) y en francés: Diocèse de Kayes) es una circunscripción eclesiástica latina de la Iglesia católica en Malí, sufragánea de la arquidiócesis de Bamako. La diócesis tiene al obispo Jonas Dembélé como su ordinario desde el 31 de enero de 2013.

## Territorio y organización
La diócesis extiende su jurisdicción sobre los fieles católicos de rito latino residentes en la región de Kayes y en el círculo de Nara en la región de Kulikoró.
La sede de la diócesis se encuentra en la ciudad de Kayes, en donde se halla la Catedral de la Inmaculada Concepción. En Kita se encuentra el santuario nacional dedicado a Nuestra Señora de Malí, inaugurado en 1994 por el cardenal Bernardin Gantin.
En 2019 la diócesis estaba dividida en 7 parroquias.

## Historia
El 20 de noviembre de 1888 se estableció la parroquia de Kita, la primera parroquia de Malí. Durante algunos años los líderes de misión que residían en Senegal estuvieron considerando una fundación en el Sudán francés. Tras numerosas solicitudes, en 1888 el superior general de la Congregación del Espíritu Santo recibió la aprobación del secretario de Estado para las Colonias (de Francia) para establecer una misión católica en el Sudán. El 20 de octubre de 1888 partieron para Sudán seis misioneros: los padres Guillet, Montel, Marcot, Diouf y los hermanos religiosos Zeno e Isaac. El 20 de noviembre entraron en el pueblo de Kita y pronto fundaron la primera parroquia. Le siguió la parroquia de Kayes en 1892 y la de Dinguira en 1893. En 1900 la Santa Sede decidió un intercambio de territorios entre los padres del Espíritu Santo y los Misioneros de África. El futuro territorio independiente de Malí quedó así confiado a los Misioneros de África, mientras que Senegal y la región de Kissidougou pasaron a los padres del Espíritu Santo.
La prefectura apostólica de Kayes fue erigida el 12 de junio de 1947 con la bula Perutile visum del papa Pío XII, separando territorio del vicariato apostólico de Bamako (hoy arquidiócesis de Bamako).
El 6 de julio de 1963 la prefectura apostólica fue elevada a diócesis con la bula Quod Sacrum del papa Pablo VI.

## Episcopologio
- Etienne-Marie-Félix Courtois, M.Afr. † (7 de noviembre de 1947-11 de julio de 1978 falleció)
- Joseph Dao † (12 de septiembre de 1978-11 de junio de 2011 retirado)
- Jonas Dembélé, desde el 31 de enero de 2013

## Estadísticas
De acuerdo al Anuario Pontificio 2020 la diócesis tenía a fines de 2019 un total de 9178 fieles bautizados.
| Año                                                                             | Población            | Población | Población      | Sacerdotes | Sacerdotes    | Sacerdotes    | Bautizados por sacerdote | Diáconos permanentes | Religiosos | Religiosos | Parroquias |
| Año                                                                             | Bautizados católicos | Total     | % de católicos | Total      | Clero secular | Clero regular | Bautizados por sacerdote | Diáconos permanentes | Varones    | Mujeres    | Parroquias |
| ------------------------------------------------------------------------------- | -------------------- | --------- | -------------- | ---------- | ------------- | ------------- | ------------------------ | -------------------- | ---------- | ---------- | ---------- |
| 1950                                                                            | 1883                 | 2246      | 83.8           | 11         |               | 11            | 171                      |                      |            | 5          | 4          |
| 1970                                                                            | 4280                 | 799 630   | 0.5            | 26         | 1             | 25            | 164                      |                      | 26         | 22         | 8          |
| 1980                                                                            | 4550                 | 944 910   | 0.5            | 26         | 4             | 22            | 175                      |                      | 23         | 27         | 8          |
| 1990                                                                            | 5696                 | 1 232 000 | 0.5            | 21         | 3             | 18            | 271                      |                      | 20         | 20         | 7          |
| 1999                                                                            | 10 000               | 1 286 985 | 0.8            | 16         | 4             | 12            | 625                      |                      | 12         | 20         | 8          |
| 2000                                                                            | 13 070               | 1 286 985 | 1.0            | 13         | 4             | 9             | 1005                     |                      | 10         | 21         | 7          |
| 2001                                                                            | 13 090               | 1 313 786 | 1.0            | 14         | 3             | 11            | 935                      |                      | 12         | 21         | 7          |
| 2002                                                                            | 13 100               | 1 313 786 | 1.0            | 13         | 4             | 9             | 1007                     |                      | 10         | 17         | 8          |
| 2003                                                                            | 13 095               | 1 313 788 | 1.0            | 16         | 7             | 9             | 818                      |                      | 10         | 19         | 8          |
| 2004                                                                            | 8000                 | 1 313 788 | 0.6            | 16         | 6             | 10            | 500                      |                      | 11         | 19         | 8          |
| 2006                                                                            | 8000                 | 1 394 000 | 0.6            | 17         | 6             | 11            | 470                      |                      | 11         | 18         | 8          |
| 2013                                                                            | 8660                 | 1 682 000 | 0.5            | 12         | 6             | 6             | 721                      |                      | 6          | 15         | 7          |
| 2016                                                                            | 8823                 | 1 805 000 | 0.5            | 13         | 11            | 2             | 678                      |                      | 2          | 13         | 7          |
| 2019                                                                            | 9178                 | 1 951 440 | 0.5            | 16         | 13            | 3             | 573                      |                      | 3          | 14         | 7          |
| Fuente: Catholic-Hierarchy, que a su vez toma los datos del Anuario Pontificio. |                      |           |                |            |               |               |                          |                      |            |            |            |